# Krombia zarcinella
Krombia zarcinella is een vlinder uit de familie van de grasmotten (Crambidae). De wetenschappelijke naam van de soort is voor het eerst gepubliceerd in 1909 door Daniel Lucas.
De soort komt voor in Tunesië.